# Sous-section 4 du code du travail en France
 (février 2016).
Si vous disposez d'ouvrages ou d'articles de référence ou si vous connaissez des sites web de qualité traitant du thème abordé ici, merci de compléter l'article en donnant les références utiles à sa vérifiabilité et en les liant à la section « Notes et références ».
La sous-section 4 du code du travail en France est une division du décret no 2012-639 du 4 mai 2012 relatif aux risques d'exposition à l'amiante dont l'objet est la protection des travailleurs contre les risques d'exposition à l'amiante. 
Le texte est entré en vigueur le 1er juillet 2012 et précise la définition d'un mode opératoire, contenant les neuf points suivants :
1. La nature de l'intervention
2. Les matériaux concernés
3. La fréquence et les modalités de contrôle du niveau d'empoussièrement du processus mis en œuvre et du respect de la valeur limite d'exposition professionnelle
4. Le descriptif des méthodes de travail et moyens techniques mis en œuvre
5. Les notices de poste prévues à l'article R. 4412-39
6. Les caractéristiques des équipements utilisés pour la protection et la décontamination des travailleurs ainsi que celles des moyens de protection des autres personnes qui se trouvent sur le lieu ou à proximité de l'intervention
7. Les procédures de décontamination des travailleurs et des équipements
8. Les procédures de gestion des déchets
9. Les durées et temps de travail déterminés en application des articles R. 4412-118 et R. 4412-119.

Le mode opératoire est soumis, lors de son établissement ou de sa modification à l'avis du médecin du travail, du comité d'hygiène, de sécurité et des conditions de travail ou, à défaut, des délégués du personnel. Par ailleurs, il doit être ensuite transmis à l'inspecteur du travail et aux agents des services de prévention des organismes de sécurité sociale, dans le ressort territorial desquels est situé l'établissement et à l'OPPBTP. 
Sa rédaction relève de la responsabilité du chef d'entreprise, du département HSE QSE dans les plus grandes structures, ou confiée à un prestataire extérieur. Lors de sa mise à jour une nouvelle transmission doit être faite.